# Rešef
Rešef ali Rešep (kanaansko רשף, ršp, eblaitsko Rašap, egipčansko ršpw) je bil kanaanski bog, povezan s kugo ali njeno poosebljenje. Prvotno eblaitskega in kanaanskega boga so v pozni bronasti dobi med vladanjem Osemnajste dinastije (pozno 15. stoletje pr. n. št.) privzeli tudi Egipčani kot boga konj in bojnih voz.
Njegovo svetopisemsko hebrejsko ime רֶשֶׁף‬ (rešef) se interpretira kot plamen ali strela, lahko tudi vročica, kuga ali kužna bolezen.

## Ebla
Na tablicah iz 3. tisočletja pr. n. št., odkritih v Ebli, je kot Rašap (Ra-ša-ap) omenjen kot božanstvo mest Atani, Gunu, Tunip in Šehem. Rašap je bil tudi eden od glavnih bogov mesta Ebla. Njemu v čast so se po njem imenovala ena od mestnih vrat.
Napise ršp gn so odkrili v Ebli in Ugaritu. Razlagajo se zazlično: kot Rešef,  mesto Gunu, vrtovi ali kot pokopališče.

## Ugarit
Ršp je bil pomemben ugarirtski bog. Imel je vzdevek tġr špš – čuvar sončevih vrat. Žrtvovanje Ršpju (ršp gn) se je opravljalo na vrtovih.
Ugaritski Ršp se je enačil z mezopotamskim Nergalom. Fauth (1974) je dokazoval, da se v poznam kanaanskem obdobju ršp  ni nanašal na specifičnega boga in se je lahko uporabljal kot vzdevek, kot na primer Rešep-Mikal v Kitionu (Ciper). Teixidor (1976) je na osnovi pridevka ḥṣ v  Kitionu, ki se je interpretiral kot puščica, prepoznal boga Ršp kot boga kuge, ki je udaril svoje žrtve s puščico kot Homerjev Apolon v Iliadi (I.42–55).
Rešef je omenjen tudi v ugaritskih mitoloških besedilih, na primer v pesnitvah o Kirti ter Maru in Horon.
Četudi si Rešefova ikonografija deli gazelo z egipčansko-kanaanskim Šedom,  Cornelius (1994) trdi, da so drugi atributi popolnoma različni.

## Egipt
Rešef je bil privzet v uradni egipčanski panteon pod Amenhotepom II. iz Osemnajste dinastije kot bog konj in bojnih vozov. Sprva je bil privzet v kraljevi kult, v Dvajseti dinastiji pa je postal ljudsko božanstvo in  izginil iz kraljevih napisov. V tem poznem obdobju se pogosto pojavlja v družbi boginje Keteš in boga Mina. Največ stel iz tega obdobja so odkrili v Deir el-Medini, naselju sirskih (levantinskih) obrtnikov.
Rešefovo ime se običajno  piše s hieroglifi  ršpw. Končni w je dodan analogno z drugimi egipčanskimi božanskimi imeni.

## Hebrejska Biblija
V hebrejski Bibliji beseda rešef (רֶשֶׁף‬) pomeni plamen ali strelo. Beseda je izpeljana iz glagola    שָׂרַף‬ - zažgati, sežgati ali goreti. Rešef je osebno ime Efraimovega vnuka iz Prve kroniške knjige.
V Habakukovi molitvi 3:5 je opisana Eloahova procesija (אֱל֙וֹהַ֙‬) iz Temana in puščave Paran, v kateri je pred njim hodil deber (kuga), za njim pa rešef (kužna bolezen). Izraza se prevajata tudi kot kužna bolezen in goreče oglje. Po odkritju, da sta bila deber  in rešef v Ebli teonima, se je ta odlomek opisa procesije začel tolmačiti,  da gre Elovo spremstvo v vojno z Jamom.
V Jobovi knjigi 5:7 so omenjeni rešefovi sinovi. V Septuaginti so prevedeni kot νεοσσοὶ δὲ γυπὸς – jastrebovi mladi, v različici kralja Jakoba pa kot iskre.